# Stranded (Haiti Mon Amour)
Stranded (Haiti Mon Amour) è un brano musicale interpretato da Jay-Z, Bono Vox, The Edge e Rihanna. È un singolo di beneficenza, parte della campagna Hope for Haiti Now: A Global Benefit for Earthquake Relief, pubblicato il 23 gennaio 2010, per devolvere il ricavato in un fondo per le vittime del Terremoto di Haiti del 2010.

## Realizzazione
La canzone è nata quando Swizz Beatz ha mandato simultaneamente SMS sia a Jay-Z che a Bono. Entrambi accettarono di collaborare, e Bono realizzò l'aggancio di Stranded mentre era ancora a telefono con Beatz. Bono e The Edge hanno poi fatto un ulteriore lavoro sulla scrittura insieme.
La registrazione del brano è avvenuta in luoghi diversi, e poi unita insieme, mentre The Edge ha aiutato ulteriormente in fase di produzione.  Beatz ha poi richiesto la partecipazione di Rihanna nell'opera, dicendo che la sua partecipazione avrebbe dato al brano una maggiore sensazione di dolcezza."  La registrazione finale del brano è stata prodotta da Beatz e Declan Gaffney.
Nel brano, Jay-Z racconta una storia, invocando questioni di religione e di governo ed esortando azioni risolutive:
(Dal testo)
Bono e Rihanna cantano il ritornello del brano.

## Tracce
Promo - CD-Single Universal - (UMG)
1. Stranded (Haiti mon amour) - 4:20

## Classifiche
| Classifica (2010) | Posizione massima |
| ----------------- | ----------------- |
| Austria           | 10                |
| Belgio (Fiandre)  | 39                |
| Belgio (Vallonia) | 20                |
| Canada            | 6                 |
| Danimarca         | 36                |
| Europa            | 26                |
| Finlandia         | 14                |
| Italia            | 10                |
| Norvegia          | 6                 |
| Regno Unito       | 41                |
| Spagna            | 30                |
| Stati Uniti       | 16                |
| Svezia            | 3                 |